# Cá tầm Nhật Bản
Cá tầm Nhật Bản (danh pháp hai phần: Acipenser multiscutatus) là một loài cá tầm bản địa ở Nhật Bản, và Tây Bắc Thái Bình Dương. Nó sinh sống ở nước ngọt, nước lợ và nước mặn. Một số nhà ngư loại học coi nó là cùng một loài như cá tầm Amur (Acipenser schrenckii)..